# 伯明罕市旗
伯明罕市旗 （flag of Birmingham）是英國城市伯明翰的市旗，於2015年開始使用。旗幟圖案系由公開遴選產生，由均為11歲湯瑪斯·基奧（Thomas Keogh）和大衛·史密斯（David Smith）設計。舊有的紋章圖案市旗僅剩伯明罕議會單獨使用。